# James O’Connor (Politiker)
James O’Connor (* 4. April 1870 in New Orleans, Louisiana; † 7. Januar 1941 in Covington, Louisiana) war ein US-amerikanischer Politiker. Zwischen 1919 und 1931 vertrat er den Bundesstaat Louisiana im US-Repräsentantenhaus.

## Werdegang
James O’Connor besuchte die öffentlichen Schulen seiner Heimat und studierte danach bis 1900 an der Tulane University in New Orleans Jura. Gleichzeitig begann er als Mitglied der Demokratischen Partei eine politische Laufbahn. In den Jahren 1898 und 1913 war er Delegierter auf Versammlungen zur Überarbeitung der Verfassung von Louisiana. Von 1900 bis 1912 saß O’Connor als Abgeordneter im Repräsentantenhaus seines Staates. In den Jahren 1918 und 1919 war er stellvertretender Bezirksstaatsanwalt in New Orleans.
Nach dem Tod des Abgeordneten Albert Estopinal wurde O’Connor bei der fälligen Nachwahl für das erste Abgeordnetenmandat von Louisiana als dessen Nachfolger in das US-Repräsentantenhaus in Washington, D.C. gewählt, wo er am 5. Juni 1919 seinen Sitz einnahm. Nachdem er bei den folgenden sechs regulären Wahlen in seinem Amt bestätigt wurde, konnte er bis zum 3. März 1931 im Kongress verbleiben. In dieser Zeit wurden dort der 18. und der 19. Verfassungszusatz verabschiedet. Im Jahr 1930 wurde O’Connor von seiner Partei nicht mehr für eine weitere Amtszeit nominiert.
Nach seinem Ausscheiden aus dem US-Repräsentantenhaus arbeitete O’Connor als Rechtsanwalt. Später wurde er Mitglied im Stab des Attorney General von Louisiana. James O’Connor starb am 7. Januar 1941 in Covington und wurde in New Orleans beigesetzt.